# 烏皮采
烏皮采是捷克的城鎮，位於該國北部烏帕河畔，距離特魯特諾夫14公里，由赫拉德茨-克拉洛韋州負責管轄，面積15.30平方公里，海拔高度352米，2006年人口5,921。

## 外部連結
- Municipal website （页面存档备份，存于）